# Psychoda lobata
Psychoda lobata é uma espécie de mosquito da família Psychodidae.